# Depeche Mode
Depeche Mode er en engelsk musikgruppe – især kendt for elektronisk musik. Stilen var i starten simpel elektropop, men har senere udviklet sig til et mere mørkt elektronisk univers, hvor også andre instrumenter end blot synthesizere og keyboards har fundet vej til musikken. Gruppen har solgt flere end 100 millioner plader.
Navnet Depeche Mode stammer fra et fransk modeblad, der ikke eksisterer længere.

## Historie
Depeche Mode blev dannet sidst i 1970'erne og udgav sit første album Speak and Spell i 1981. Gruppen bestod da af Vince Clarke, Martin Gore, Dave Gahan og Andy Fletcher. Deres store gennembrud kom med hitsinglen Just Can't Get Enough. Vince Clarke (Yazoo, The Assembly, Erasure) forlod kort efter gruppen. Han blev erstattet af Alan Wilder i 1983. Alan Wilder forlod gruppen igen i 1995, da han ikke mente, at hans indflydelse på gruppens musik stod mål med hans indsats. Depeche Mode blev en af 1980'ernes største og mest indflydelsesrige grupper og var inspirationskilde for mange. I Moskva i 1992 gik gruppens tilhængere spontant ud i gaderne med ønske om, at Den røde hærs dag blev omdøbt til Depeche Mode-dag.
En række nyere danske bands indspillede en hyldestplade til bandet med titlen DMDK. Pladen blev udsendt den 27. februar 2006, to dage efter bandets optræden på dansk grund. Blandt bidragsyderne var Moi Caprice med Any Second Now, Tiger Baby med Strangelove, Sterling og Mikael Simpson, som har oversat sangene New Life og It Doesn't Matter Two til dansk.
Bandet valgte at kalde sig "Depeche Mode", fordi medlemmerne ikke regnede med, at denne "hurtige mode" ville vare særligt længe. Dave Gahan har igennem flere år haft et massivt narkomisbrug, hvilket skinner igennem på flere af Depeche Mode's albums og numre. Han har været ærlig omkring sit misbrug.
I marts 2023 udgav bandet det femtende studiealbum, Memento Mori. Albummet er promoveret af Memento Mori World Tour. Memento Mori har to singler; "Wagging Tongue" og "Ghosts Again".

## Diskografi

### Album
- Speak & Spell, 1981
- A Broken Frame, 1982
- Construction Time Again, 1983
- Some Great Reward, 1984
- Black Celebration, 1986
- Music for the Masses, 1987
- Violator, 1990
- Songs of Faith and Devotion, 1993
- Ultra, 1997
- Exciter, 2001
- Playing the Angel, 2005
- Sounds of the Universe, 2009
- Delta Machine, 2013
- Spirit, 2017
- Memento Mori, 2023

Livealbum
- 101, 1989
- Songs of Faith and Devotion Live, 1993
- Recording the Angel, 2006
- Recording the Universe, 2010

Vigtige opsamlingsalbum
- The Singles 81→85, 1985 (genudgivet 1998)
- The Singles 86>98 (dobbeltalbum), 1998
- Remixes 81–04 (3-cd-box), 2004
- The Best of Depeche Mode Volume 1, 2006
- Remixes 2: 81–11 (3-cd-box), 2011

## Singler
- "Dreaming of Me", 1981
- "New Life", 1981
- "Just Can't Get Enough", 1981
- "See You", 1982
- "The Meaning of Love", 1982
- "Leave in Silence", 1982
- "Get the Balance Right!", 1983
- "Everything Counts", 1983
- "Love, in Itself", 1983
- "People Are People", 1984
- "Master and Servant", 1984
- "Blasphemous Rumours / Somebody", 1984
- "Shake the Disease", 1985
- "It's Called a Heart", 1985
- "Stripped", 1986
- "A Question of Lust", 1986
- "A Question of Time", 1986
- "But Not Tonight", 1986
- "Strangelove", 1987
- "Never Let Me Down Again", 1987
- "Behind the Wheel", 1987
- "Little 15", 1988
- "Strangelove '88", 1988
- "Everything Counts" (live), 1989
- "Personal Jesus", 1989
- "Enjoy the Silence", 1990
- "Policy of Truth", 1990
- "World in My Eyes", 1990
- "I Feel You", 1993
- "Walking in My Shoes", 1993
- "Condemnation", 1993
- "In Your Room", 1994
- "Barrel of a Gun", 1997
- "It's No Good", 1997
- "Home", 1997
- "Useless", 1997
- "Only When I Lose Myself", 1998
- "Dream On", 2001
- "I Feel Loved", 2001
- "Freelove", 2001
- "Goodnight Lovers", 2002
- "Enjoy the Silence 04", 2004
- "Precious", 2005
- "A Pain That I'm Used To", 2005
- "Suffer Well", 2006
- "John the Revelator / Lilian", 2006
- "Martyr", 2006
- "Wrong", 2009
- "Peace", 2009
- "Fragile Tension / Hole to Feed", 2009
- "Personal Jesus 2011", 2011
- "Heaven", 2013
- "Soothe My Soul", 2013
- "Should Be Higher", 2013
- "Where's the Revolution", 2017
- "Going Backwards", 2017
- "Cover Me", 2017
- "Ghosts Again", 2023
- "Wagging Tongue", 2023